# シュルレアリスムの本棚
「シュルレアリスムの本棚」（シュルレアリスムのほんだな、La bibliothèque du surréalisme.）は、2013年から2016年にかけて風濤社より刊行されたシュルレアリスム文学の叢書。四六版。全5巻。

## 刊行一覧
1. 『大いなる酒宴』（ルネ・ドーマル、谷口亜沙子訳・解説） 2013.6　　ISBN　978-4892193682
2. 『サン=ジェルマン大通り一二五番地で』（バンジャマン・ペレ、鈴木雅雄訳・解説） 2013.7　　ISBN　978-4892193699
3. 『街道手帖』（ジュリアン・グラック、永井敦子訳・解説） 2014.8　　ISBN　978-4892193842
4. 『パリのサタン』（エルネスト・ド・ジャンジャンバック、鈴木雅雄訳・解説） 2015.1　　ISBN　978-4892193897
5. 『おまえたちは狂人か』（ルネ・クルヴェル、鈴木大悟訳・解説） 2016.10　　ISBN　978-4892194108

## 参考
- 風濤社ホームページ